# Rene Portland
Rene Portland (Broomall, Pensilvania, 31 de marzo de 1953 - Tannersville, Pensilvania, 22 de julio de 2018) fue una entrenadora y jugadora de baloncesto estadounidense. Condujo al equipo femenino de baloncesto de la Universidad Estatal de Pensilvania durante 27 temporadas. Además dirigió a los seleccionados juveniles femeninos de baloncesto de los Estados Unidos en varios torneos durante la década de 1990. 

## Trayectoria

### Jugadora
Portland jugó entre 1971 y 1975 para las Mighty Macs, el equipo de baloncesto femenino de la Universidad Immaculata de East Whiteland, Pensilvania. Con ese equipo conquistaría en tres ocasiones el campeonato nacional de la Association for Intercollegiate Athletics for Women. En 2014 fue incluida -junto al resto de sus compañeras del periodo- como miembro del Salón de la Fama del Baloncesto.

### Entrenadora
Tras culminar sus estudios en la Universidad Immaculata, Portland permaneció en la institución durante un año más desempeñándose como asistente de la entrenadora Cathy Rush. Luego de ello dirigiría entre 1976 y 1978 a las Saint Joseph's Hawks, y entre 1978 y 1980 a las Colorado Buffaloes.
En 1980 fue contratada por la Universidad Estatal de Pensilvania para sustituir a Pat Meiser como entrenadora de las Nittany Lady Lions. Su trabajo con ese equipo se extendería por 27 temporadas, en las cuales sus dirigidas conquistarían cinco veces el campeonato de la Big Ten Conference. Portland se retiró en 2007 con un registro de 693 victorias y 265 derrotas como entrenadora. Fue cuatro veces considerada como la mejor entrenadora de la Big Ten Conference (1994, 2000, 2003 y 2004) y en dos ocasiones la Women's Basketball Coaches Association la galardonó como la Mejor Entrenadora del Año (1991 y 2004).
Además de dirigir equipos en el baloncesto universitario estadounidense, Portland fue responsable en dos ocasiones de seleccionar, organizar y entrenar combinados de jugadoras juveniles para representar a los Estados Unidos a nivel internacional: la primera vez fue en el Campeonato Mundial de Baloncesto Femenino Sub-19 de 1993, donde actuó como asistente de Jim Foster, y la segunda fue en el Campeonato Mundial de Baloncesto Femenino Sub-19 de 1997, en el que, con el cargo de entrenadora en jefe, sus dirigidas se adjudicaron el título en disputa. Asimismo estuvo al frente de la selección femenina universitaria de baloncesto de los Estados Unidos que obtuvo la medalla de plata en la Universiada de 1999.

#### Controversia por su anti-lesbianismo
Portland era contraria a reclutar e incluir jugadoras lesbianas en sus equipos, pese a que en 1991 la Universidad Estatal de Pensilvania estableció una reglamentación especial que prohibía discriminar a los estudiantes-atletas por su orientación sexual. Ello llevó a que en 2006 la exjugadora de la institución Jennifer Harris interpusiera una demanda contra la universidad, acusando a Portland de haberla discriminado por ser lesbiana. El pleito se resolvió con un acuerdo confidencial en febrero de 2007, el cual influyó en la posterior renuncia a su cargo de entrenadora que Portland realizaría al mes siguiente, pese a que todavía le quedaban dos años de contrato. 
En 2009 se estrenó el documental Training Rules. No Drinking, No Drugs, No Lesbians en el que las cineastas feministas Dee Mosbacher y Fawn Yacker abordaron el caso de Portland como entrenadora de las Nittany Lady Lions.